# Zafarraya
Zafarraya er en by og kommune i det sydøstlige Spanien i provinsen Granada. Den har et indbyggertal på 2.189 (2024) indbyggere.